# Prânzul la iarbă verde (pictură de Manet)
Prânzul la iarbă verde este o pictură în ulei pe pânză din 1862-1863 a pictorului francez Édouard Manet. Pictura înfățișează un nud feminin, o femeie sumar îmbrăcată aflate la un picnic alături de doi bărbați complet îmbrăcați, totul întâmplându-se într-un cadru rural. Respins de juriul Salonului din 1863, Manet a profitat de oportunitatea de a expune acest tablou și altele două în Salonul Refuzaților din 1863, unde tabloul a stârnit o controversă publică. Tabloul se află acum la Musée d'Orsay din Paris. O versiune mai mică, realizată anterior, poate fi văzută la Courtauld Gallery din Londra.

## Descriere și context
Tabloul prezintă o femeie dezbrăcată, luând prânzul alături de doi bărbați complet îmbrăcați. Corpul ei este puternic luminat și femeia se uită direct spre privitor. Cei doi bărbați, îmbrăcați ca tineri dandy, par să se antreneze în conversație, ignorând femeia. În fața lor, sunt arătate hainele femeii, un coș de fructe și o pâine rotundă, ca un peisaj cu natură moartă. În fundal, o femeie sumar îmbrăcată se scaldă într-un pârâu. Prea mare în comparație cu personajele din prim-plan, pare să plutească deasupra lor. Fundalul pictat nu are adâncime, dând spectatorului impresia că scena nu are loc în aer liber, ci într-un studio. Această impresie este întărită de utilizarea unei lumini largi „de studio”, care nu aruncă aproape nicio umbră. Bărbatul din dreapta poartă o pălărie plată cu un ciucure, de obicei purtat în interior.
În ciuda subiectului monden, Manet a ales în mod intenționat o dimensiune mare a pânzei, măsurând 208 x 264,5 cm, rezervată în mod normal subiectelor istorice, religioase și mitologice. Stilul picturii este diferit de tradițiile academice ale vremii. Nu a încercat să ascundă trăsăturile de perie; iar tabloul pare chiar neterminat în unele părți ale scenei prezentate. Nudul este, de asemenea, foarte diferit de personajele fără cusur ale lui Alexandre Cabanel sau Ingres.
O femeie dezbrăcată care lua prânzul cu bărbați complet îmbrăcați era un afront adus sentimentului de proprietate al publicului, deși Émile Zola, un contemporan al lui Manet, a susținut că acest lucru nu este neobișnuit în picturile găsite la Luvru. De asemenea, Zola a considerat că o astfel de reacție provine din observarea diferită a artei de către pictorii „analitici” precum Manet, care folosesc subiectul unui tablou ca pretext pentru a picta.
Încă nu se știu multe despre pictură, cum ar fi momentul în care Manet a început să picteze, cum i-a venit ideea și cum și ce fel de pregătiri a făcut. Deși Manet a pretins că această piesă era evaluată la 25.000 de franci în 1871, aceasta a rămas de fapt în posesia sa până în 1878, când Jean-Baptiste Faure, cântăreț de operă și colecționar, a cumpărat-o pentru doar 2.600 de franci.
O femeie dezbrăcată care lua dejunul cu bărbați îmbrăcați complet era un afront adus sentimentului de proprietate al publicului, deși Émile Zola, un contemporan al lui Manet, a susținut că acest lucru nu este neobișnuit în picturile găsite în Luvru. De asemenea, Zola a considerat că o astfel de reacție provine din observarea artei diferit de pictorii „analitici” precum Manet, care folosesc subiectul unui tablou ca pretext pentru a picta.
Încă nu se știu multe despre pictură, cum ar fi momentul în care Manet a început să picteze, cum i-a venit ideea și cum și ce fel de pregătiri a făcut. Deși Manet a pretins că această piesă era evaluată la 25.000 de franci în 1871, aceasta a rămas de fapt în posesia sa până în 1878, când Jean-Baptiste Faure, cântăreț de operă și colecționar, a cumpărat-o pentru doar 2.600 de franci.